# Dzorashen
Dzorashen es una localidad del raión de Ashotsk, en la provincia de Shirak, Armenia, con una población censada en octubre de 2011 de 187 habitantes. 
Se encuentra ubicada al noreste de la provincia, a poca distancia del río Akhurian —afluente del río Aras— y de la frontera con Georgia y la provincia de Lorri.